# Microtus limnophilus
Microtus limnophilus är en däggdjursart som beskrevs av Eugen Büchner 1889. Microtus limnophilus ingår i släktet åkersorkar och familjen hamsterartade gnagare. Inga underarter finns listade i Catalogue of Life.
Arten tillhör undersläktet Alexandromys som ibland listas som släkte.
Vuxna exemplar blir 88 till 120 mm långa (huvud och bål), har en 29 till 49 mm lång svans och väger 35 till 54 g. Bakfötterna är 14 till 21 mm långa och öronen är 9 till 16 mm stora. På ovansidan förekommer gulbrun till rödbrun päls och undersidans päls är ljusbrun, gulvit eller vit. Vid svansen är undersidan tydlig ljusare. Arten har en diploid kromosomuppsättning med 38 kromosomer (2n=38).
Denna gnagare förekommer med tre större populationer i centrala Kina och i Mongoliet. Arten lever i halvöknar, i buskskogar och på bergsängar.
Honornas revir överlappar inte eller endast lite under fortplantningstiden. När det finns många hannar i samma region är de aggressiva mot varandra. Fortplantningstiden sträcker sig från april till oktober. Honor föder 4 till 8 ungar per kull. Ungefär 70 dagar efter födelsen är ungarna könsmogna. Ungar som föds tidig under våren kan ha en egen kull under samma år. Födan utgörs av gräs som Elymus nutans och av andra gröna växtdelar.
I Mongoliet hotas delar av populationen av intensivt bruk av betesmarker. I andra områden betraktas Microtus limnophilus som skadedjur. IUCN kategoriserar arten globalt som livskraftig.